# Midlands East (circonscription du Parlement européen)
Avant l’adoption uniforme de la représentation proportionnelle en 1999, le Royaume-Uni utilisait le système uninominal à un tour pour les élections européennes en Angleterre, en Écosse et au pays de Galles. Les conscriptions du Parlement européen utilisées dans ce système étaient plus petites que les circonscriptions régionales les plus récentes et ne comptaient chacune qu'un seul membre au Parlement européen.
La circonscription de Midlands East était l'une d'entre elles.
Il se composait des circonscriptions parlementaires du Parlement de Westminster (aux termes de l'ordonnance de 1970 sur les circonscriptions parlementaires (Angleterre), qui avait pris effet aux élections générales de février 1974) de Blaby, Bosworth, Loughborough, Meriden, Nuneaton et Rugby.

## Membre du Parlement européen
| Élection                    | Élection | Portrait | Membre      | Parti        |
| --------------------------- | -------- | -------- | ----------- | ------------ |
|                             | 1979     |          | John Taylor | Conservateur |
| 1984 circonscription abolie |          |          |             |              |

## Résultats des élections
Les candidats élus sont indiqués en gras.
| Parti         | Parti                                  | Candidat        | Voix    | %    | ± |
| ------------- | -------------------------------------- | --------------- | ------- | ---- | - |
|               | Conservateur                           | John Taylor     | 85,098  | 55,3 | ' |
|               | Travailliste                           | T.R. O’Sullivan | 53,935  | 35,1 |   |
|               | Liberal                                | G.A. Gopsill    | 14,819  | 9,6  |   |
| Majorité      | Majorité                               | Majorité        | 31,163  | 20,2 |   |
| Participation | Participation                          | Participation   | 153,852 | 32,3 |   |
|               | Conservateur vainqueur (nouveau siège) |                 |         |      |   |